# Vincenzo Cuoco

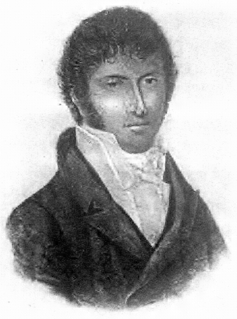
Litografía de Vincenzo Cuoco.

Vincenzo Cuoco (Civitacampomarano, 1 de octubre de 1770 - Nápoles, 14 de diciembre de 1823) fue un escritor, historiador y político italiano. Se le recuerda principalmente por su Saggio Storico sulla Rivoluzione Napoletana del 1799 ("Ensayo histórico sobre la revolución napolitana de 1799"). Es considerado uno de los precursores del liberalismo italiano. Cuoco adaptó la crítica del racionalismo político de Edmund Burke y Joseph de Maistre con fines liberales, y ha sido descrito como mejor historiador que cualquiera de ellos. Influyó en muchos intelectuales italianos posteriores, desde Ugo Foscolo y Alessandro Manzoni hasta Bertando y Silvio Spaventa, Benedetto Croce y Antonio Gramsci (este último desarrollará en términos marxistas su idea de la revolución pasiva).

## Biografía

### Primeros años
Vincenzo Cuoco nació en una familia de clase media en la ciudad de Civitacampomarano, cerca de Campobasso, en la región de Molise, en el centro de Italia. Su padre fue Michelangelo Cuoco, abogado y economista. Estudió en su ciudad natal con Francesco Maria Pepe, luego se mudó a Nápoles en 1787 para estudiar jurisprudencia y convertirse en abogado, pero en cambio se sintió atraído por la economía, la filosofía, la historia y la política. En Nápoles tuvo la oportunidad de conocer a algunos de los intelectuales más prominentes del sur de Italia, incluido Giuseppe Maria Galanti, quien en una carta al padre de Vincenzo describió al joven como capace, di molta abilità e di molto talento ("capaz, de gran habilidad y gran talento"), aunque trascurato ("descuidado") e indolente ("perezoso"); Galanti probablemente no quedó del todo satisfecho con la colaboración de Vincenzo en su Descrizione Geografica e Politica delle Sicilie. Durante sus estudios, Cuoco estuvo profundamente influenciado por los escritores de la Ilustración del sur de Italia (Genovesi, Galiani y, por supuesto, Galanti) y Francia (Montesquieu, Rousseau), así como por escritores anteriores, especialmente Giambattista Vico y Niccolò Machiavelli.

### Revolución y exilio
Cuando estalló la revolución napolitana en enero de 1799, Vincenzo Cuoco apoyó firmemente al nuevo gobierno republicano instalado en lugar de la monarquía de Fernando I de las Dos Sicilias; se convirtió en secretario de Ignazio Gonfalonieri y se le encomendó la organización del Departamento Volturno. Tras el restablecimiento de la monarquía en junio de 1799, Cuoco fue encarcelado durante unos meses, sus pertenencias confiscadas y luego obligado a exiliarse. Primero se refugió en París, luego en Milán, donde publicó su obra principal (Saggio Storico sulla Rivoluzione Napoletana del 1799).
Aceptó puestos en la República Cisalpina y en la República Italiana, sobre todo el trabajo de editor ejecutivo de la revista Giornale Italiano durante el período 1804-1806. Sus artículos en el Giornale incitaron a los italianos a cambiar la ética, la sociedad, la política y la economía, para hacerse dignos de la independencia nacional. Durante este período, también escribió su novela epistolar Platone in Italia, publicada en 1806.

### De vuelta a Nápoles
En 1806 Vincenzo Cuoco regresó a Nápoles, ya que Fernando I de las Dos Sicilias había sido depuesto a favor de José Bonaparte (hermano mayor de Napoleón). Se le asignaron importantes responsabilidades en la administración pública, primero como Consigliere di Cassazione (consejero del Tribunal Supremo), luego como Direttore del Tesoro (director del Tesoro); se distinguió como uno de los consejeros más importantes del gobierno de Joachim Murat. Escribió para la revista Monitore delle Due Sicilie ("Monitor de las Dos Sicilias") y fundó el Giornale Costituzionale delle Due Sicilie ("Revista Constitucional de las Dos Sicilias"). En 1809, Cuoco también redactó un Progetto per l'Ordinamento della Pubblica Istruzione nel Regno di Napoli ("Proyecto para la Ordenación de la Educación Pública en el Reino de Nápoles"), en el que expuso su visión de la educación pública como una herramienta indispensable para la formación de una conciencia nacional común en el pueblo. En 1808 fue presidente de la Accademia Pontaniana.
En 1810 fue nombrado Jefe del Consejo Provincial de Molise y, en 1812, escribió el Viaggio in Molise ("Viaje por Molise") sobre su región natal. En 1815, después de que Fernando I fuera restaurado en el trono tras la Batalla de Tolentino, Cuoco se retiró de la política.

### Enfermedad y muerte
Después de su retiro, Cuoco comenzó a mostrar signos preocupantes de inestabilidad mental. Según los informes, destruyó algunos de sus escritos, tuvo frecuentes crisis y se volvió cada vez más apático y retraído de la vida social. No hay pistas sobre la causa exacta de estos síntomas; pero cualquiera que fuera la enfermedad, murió de ella en Nápoles en 1823.

## Obras
- Lettere a Vincenzo Russo ("Cartas a Vincenzo Russo"). Escritas durante la República Napolitana de 1799, las cartas comentan la Constitución que se estaba escribiendo para la naciente República.
- Saggio Storico sulla Rivoluzione Napoletana del 1799 ("Ensayo histórico sobre la revolución napolitana de 1799"). Publicado en 1801 en Milán, donde Cuoco estaba exiliado, es una crítica apasionada de la efímera Revolución republicana, que Cuoco identificó como condenada al fracaso (porque fue realizada por una élite de revolucionarios desligados del pueblo), pero loable (porque trató de liberar al pueblo y fue seguida por el sacrificio heroico de la vida de los revolucionarios una vez restaurada la monarquía). Cuoco escribió una segunda edición que se publicó en 1806 y sigue siendo el relato estándar hasta el día de hoy.[2]
- Platone in Italia ("Platón en Italia"). Publicada en 1806 en Milán, esta es una novela epistolar en la que Cuoco imagina una antigua civilización que floreció en el sur de Italia antes de la colonización griega y anhela un renacimiento espiritual de Italia a partir de sus propias tradiciones, y no de influencias extranjeras. Este tema se repetiría continuamente a lo largo del Risorgimento, sobre todo por Vincenzo Gioberti.